# Batalha da Salga
A Batalha da Salga foi um recontro travado a 25 de Julho de 1581 na baía da Salga, em São Sebastião, na jurisdição do extinto concelho da Vila de São Sebastião, Terceira, Açores, entre uma força de desembarque espanhola e as forças portuguesas que, em nome de D. António I, defendiam a ilha em oposição à união pessoal com Espanha, no contexto da crise de sucessão de 1580.

## Enquadramento geo-político
Logo que Filipe II de Castela se achou em posse pacífica do Reino de Portugal, desbaratado inteiramente o seu rival D. António, prior do Crato, de quem se não sabia o paradeiro, por mais instâncias que se fizessem, cuidou primeiro da sua aclamação e do reconhecimento do príncipe D. Diogo, seu filho, como herdeiro legítimo da Coroa Portuguesa.
Concluído este acto com as cerimónias ordinárias do país, abriu a Junta dos Estados a 17 de Abril de 1581, com o objectivo de estabelecer as garantias da Coroa Portuguesa e de publicar a ampla amnistia que tinha prometido aos implicados no apoio ao Prior do Crato.
Publicada a amnistia, viram os portugueses, com grande mágoa, que, além de não ser geral, abrangia muitas cláusulas artificiosas. E não obstante o queixarem-se disto, recusou El-Rei abertamente mudá-las, dizendo que nunca perdoaria a D. António e ao conde de Vimioso, ao Bispo da Guarda (filho do conde de Vimioso), e a outros, em número de cinquenta e duas pessoas. A respeito das outras graças requeridas pelos procuradores portugueses, mui poucas concedeu, negando umas abertamente, e respondendo a outras com duvidosas esperanças; do que não tanto a ele como a seus ministros se imputou a culpa.
Desfeita a Junta dos Estados, partiu El-Rei Filipe para Lisboa e, chegando a Almada, soube da má disposição em que estava a ilha Terceira a seu respeito, porquanto a população da ilha havia recusado aceitar Ambrósio de Aguiar Coutinho que lhe fora enviado por governador.
Em consequência destas notícias, ordenou logo a preparação de uma armada suficiente com ordem de se assegurar da ilha de São Miguel, conservar seus moradores na obediência e escoltar as embarcações das Índias. Preparada a armada, despachou-a para as ilhas sob o comando de D. Pedro de Valdez, sem que o autorizasse a intentar coisa alguma contra a ilha inimiga e suas anexas até lhe enviar maiores forças, como as circunstâncias o pedissem. Outrossim lhe entregou cartas para o governo de Angra e instruções particulares em favor dos moradores da terra, para que em boa paz se reduzissem à sua obediência.

## A armada de D. Pedro de Valdez
Com este fim limitado, partiu D. Pedro de Valdez em volta pela ilha de Santa Maria, onde esperou a chegada dos navios e procedeu ao seu reagrupamento e reparação daqueles que apresentavam avarias.
Terminadas aquelas operações, já entrada a Primavera, saiu do porto dela com sete naus grandes e mil soldados nelas, afora muita fidalguia que se embarcou e muita mais gente de mar; e chegando à ilha de São Miguel, onde governava Ambrósio de Aguiar Coutinho, por sua ordem trouxe consigo um seu primo que ali se encontrava, chamado D. Juan de Valdez, mestre de campo e grande cavaleiro.
Foi com esta armada que partiu sobre a Terceira.

### Chegada da armada à Terceira e seus movimentos
Ao amanhecer do dia 5 de Julho de 1581 apareceu esta armada à vista de Angra, da parte de leste, contando-se nela oito galeões, um pataxo e uma caravela alfamista, que vinha por mexeriqueira.
Mui diversos foram os efeitos de temor e alegria, que isto causou aos seguidores dos dois bandos em que se achava dividida a Terceira; porquanto, o partido que seguia a voz de El-Rei D. António esperava que fosse o socorro de França e Inglaterra, há muito prometido; e o que seguia a parte de El-Rei Filipe, esperava e queria fosse já a esquadra para sujeitar a ilha ao seu domínio. E ainda que os primeiros tivessem razão de presumir que fosse armada inimiga, lhes parecia tão pequena que lhes não dava maior cuidado; além de esperarem o triunfo, confiados na justiça da sua causa.
Em breve houve o desengano destes diversos pareceres. A armada sem lançar ferro, atravessou defronte do porto, e começou a disparar artilharia contra a cidade, e todo aquele dia velejou em frente a ela; e porque não havia ainda a fortaleza de Santo António, saíram os batéis da popa das naus, de noite, com soldados para de madrugada, ao abrigo do Monte Brasil apreenderem algum barco de pesca, que os informasse do estado da ilha: e assim o conseguiram à terceira noite, tomando um e falando com a gente dele a bordo da nau capitânia, de onde Valdez mandou dizer ao governador Ciprião de Figueiredo e Vasconcelos, e aos mais da governança da terra, que se entregassem à obediência de El-Rei Filipe que este estava pronto a perdoar-lhes o crime de rebelião, e que ainda lhes faria outras mercês de grande conveniência para todos eles; e que se o não fizessem assim como deviam, lançaria em terra mil soldados e à força de armas tomaria a ilha, sem dar quartel a ninguém.

### Reacção dos terceirenses
Tão reiteradas promessas e ameaças do Castelhano pareciam fraqueza e pusilanimidade e como tais não sortiram outro efeito mais do que o escárnio. Os terceirenses, além de um pequeno número, não queriam género algum de conciliação que expressamente lhes não fosse determinado por El-Rei D. António, a quem mui cordialmente abraçavam e tinham jurado obedecer até por ele derramarem a última gota de sangue.
Com esta heróica resolução conheceu Valdez que a ilha se não rendia, tratando por ora somente de participar a El-Rei seu amo estas coisas, e no entretanto pairava sobre a vela nestas águas, esperando disposições ulteriores.

### Envio de reforços e reacção de D. Pedro de Valdez
Apenas El-Rei Filipe soube o estado da ilha Terceira e suas dependentes, e que, excepto as de São Miguel e Santa Maria, todas as demais constantemente rejeitavam aceitar o governador que lhes mandara, sem perder tempo algum fez preparar e guarnecer algumas embarcações de todo o necessário para conquistar essas ilhas, e incumbiu o comando desta armada no mestre de campo D. Lope de Figueroa, a quem imediatamente fez partir para que, incorporando-se com o sobredito D. Pedro Valdez, as batessem e conquistassem.
Porém quando D. Pedro de Valdez soube que D. Lope de Figueroa andava no mar e que vinha ajuntar-se com ele, e que estava de mais a mais nomeado primeiro comandante, cheio daquele ciúme que parece inato entre os homens desta profissão, persuadindo-o de uma parte o mencionado seu primo D. Juan de Valdez a não perder ocasião de se assinalar com tão provável vitória, e da outra parte aguilhoado pelo estímulo da ambição, que mal sofria partilha da glória que ele estava persuadido poder ganhar desta vez sem favor aliado; por estas razões todas, mudou de intento e resolveu fazer desembarque em um pasto onde algumas vezes, de noite e de dia, saíam a terra os seus soldados e tomavam algumas frutas e falavam com os portugueses, sem que estes os impedissem, nem fizessem caso deles as guardas que ali estavam por instância (como se entendia) dos que seguiam a voz à El-Rei Filipe que andavam retirados às montanhas.
Assim pensou Valdez terminar este importantíssimo negócio: lançar em terra gente que se ajuntasse com eles, e acometer a cidade, tomando-a, e fortificando-se na ilha até que chegasse D. Lopo de Figueiroa, que não podia tardar muito; e neste árduo projecto se empenhou o general Valdez, dando ordens e preparando-se para o dia seguinte.

## Preparação para a defesa da ilha
Em todas as pontas que descobriam ao mar, assim de dia como de noite, nos portos, calhetas, praias ou pedras em que parecia que o inimigo podia desembarcar, se haviam posto vigias na forma do regimente da milícia, e feito trincheiras, assestando-se em alguns lugares, ainda que poucos, algumas peças de artilharia de ferro.
Assim, no dia 24 de Julho pela manhã, mandou o governador Ciprião do Figueiredo sair da cidade o licenciado Domingos Onsel, dado que o inimigo tinha feito alguns movimentos, pelos quais se entendeu queria lançar gente em terra. Ele partiu de imediato com 20 soldados arcabuzeiros e 10 piqueiros, a fim de que, incorporando-se com a gente da freguesia de Santo António do Porto Judeu, defendessem o porto daquela freguesia e a costa da Casa da Salga, que era o lugar frequentado pelos castelhanos nos dias antecedentes. Com esta força julgava o governador e seus capitães, bem guarnecido este ponto.
Tal era o desprezo com que os terceirenses esperavam o desembarque do inimigo, que este pequeno destacamento lhes parecia uma força mui superior, capaz da competir com toda a gente daquela armada; mas o tempo lhes mostrou a inexactidão e imprudência deste seu parecer.
Marchou com efeito o licenciado Onsel da cidade de Angra com a sua gente bem armada e guarnecida das munições e dos víveres necessários; porém, chegando ao Porto Judeu, achou tal disposição no ânimo da gente e natural defesa da costa, que, sem embargo de estar quase toda descoberta, julgou poder, e sem receio, dispensar os dez piqueiros, os quais, sem a menor hesitação, remeteu para a cidade.
Este procedimento foi estranhado pelo governador, que, não querendo confiar negócio de tanta importância neste capitão que ostentava tamanha valentia antes de ver o inimigo em campo, imediatamente lhe mandou um reforço de alguns homens de pé e de cavalo, entre os quais se contaram os nobres Martim Simão de Faria, António de Ornelas Gusmão, Manuel Pires Teixeira, Manuel Gonçalves Salvago, ou Salgado, Pantaleão Toledo, o licenciado Domingos Fernandes, e André Fernandes de Seia, os quais todos, em conselho com Domingos Onsel, deliberaram que cada um deles iria naquela noite de guarda para o ponto que lhe era assinado, com quatro soldados arcabuzeiros, entrando além destes a gente da freguesia.
Desta forma se repartiram pelas estâncias, desde o Forte do Porto até à extremidade onde estava o poço, na baía da Salga. Era mui pouca gente na verdade para guarnecer espaço tão grande, que não seria menos de um quarto de légua.

## O desembarque
Chegando finalmente a madrugada do dia de Santiago, que segundo o antigo calendário era a 25 de Julho, achando-se o mar pacífico e o vento favorável, mandou o general D. Pedro de Valdez embarcar nas lanchas e no batel do Faial, que tomara com o director desta expedição, a primeira coluna do seu exército, constante de 200 homens bem armados, e com algumas peças de artilharia.
Para o desembarque fê-los conduzir ao lugar já conhecido, chamado Casa da Salga, no Vale, freguesia do Porto Judeu (abaixo da Vila de S. Sebastião) uma milha, distante da cidade de Angra légua e meia, e outro tanto da vila da Praia. Neste lugar existia uma larga e profunda baía, em que podia comodamente fundear a armada, e uma costa fácil para desembarcar a sua gente, e se estender no vasto e plano Vale que lhe está adjacente, desde o Pico de Garcia de Romaya (nos limites desta freguesia), até ao centro da baía, onde começa a subir a estrada para a dita vila de S. Sebastião.
Ainda não era dia claro, quando a vigia que estava na Ponta dos Coelhos, que é a mais amarada, deu sinal do inimigo estar próximo, recebendo de imediato as surriadas de artilharia que ele ousadamente lhe enviou.
Fazendo o sinal acordado, começou o rebate no sino da igreja paroquial de Santo António do Porto Judeu, na qual era vigário Pedro Pereira.
Logo aqueles a quem pertencia o posto da Salga, para onde o inimigo remava, se prepararam à defesa; porém, vendo aproximar tão grande força, apenas descarregaram as armas, abandonaram tudo e se puseram em retirada, até encontrarem o capitão Domingos Onsel, que já avançava com a maior rapidez para disputar o passo ao inimigo.
Porém já foi tarde, porque os castelhanos, não achando resistência, tinham desembarcado muito a seu salvo, e entrado por terra dentro, levando à sua frente o bravo mestre-de-campo D. João de Valdez, e os esforçados cabos do guerra D. Juan de Bazan, sobrinho do marquês de Santa Cruz, o sobrinho do duque de Alba, e bem assim outros capitães de grande experiência.
Precisamente tendo tomado as trincheiras, e ganho a artilharia que nelas estava, com a mesma se defendiam e carregavam os nossos. E enquanto a vanguarda dos castelhanos avançava, e se estendia no campo plano, a retaguarda protegia o desembarque da gente que voltava de bordo da armada sem perigo, pela distância em que se achavam os defensores da ilha, entretidos na escaramuça, os quais seriam ao todo 50 homens.
Continuando desta forma a batalha, chegou a gente da vila de São Sebastião, capitaneada por Baltasar Afonso Leonardes: neste tempo vinham os batéis das naus, e as barcas carregadas com outros 200 soldados, armas de fogo e feixes de dardos; de forma que sendo já dia claro podiam estar em terra 400 homens, gente muito ilustre, e soldados velhos, que de certo eram para temer; e sua ordem e esforço era de grandes soldados.

### Brianda Pereira
De toda aquela grande planície, que se chama o Vale, estava senhor o partido castelhano, e os defensores lhe ficavam eminentes sobre as colinas que estão da parte de nascente, aonde se achava, e ainda existe, a quinta, ou casa, de Bartolomeu Lourenço, lavrador abastado, que nela vivia com sua mulher Brianda Pereira, moça nobre e assaz formosa, da qual tinha filhos.
Parece que a beleza de Brianda Pereira fora nos dias antecedentes objecto da curiosidade dos castelhanos, porque foi o primeiro despojo que eles quiseram saquear de sua casa. Felizmente pode esta nova Lucrécia escapar-se às mãos dos soberbos Tarquínios que a pretendiam, e já levavam prisioneiro ao marido, a quem haviam ferido gravemente, e a um filho; e achando-se já senhores da casa, e de tudo que nele havia, saqueavam, destruíam e convulsavam à sua vontade todos os móveis, chegando finalmente ao excesso de largarem fogo aos frescais de trigo que estavam na eira.
No interim, os soldados da armada, senhores do mar, com os barcos e batéis, desembarcaram em terra o resto do exército, composto de 1 000 soldados de peleja, entrincheirando-se com o mesmo general D. Pedro de Valdez, e se puseram em tal ordem e conceito que pareciam quatro mil homens.
Brianda Pereira, com ânimo verdadeiramente varonil, que muito realçava a sua formosura, persuadia os partidários de D. António para que vigorosamente pelejassem e se defendessem, empregando além disto todos os argumentos que a qualidade de esposa e de mãe lhe subministravam. E assim atraía ao seu partido outras mulheres, que, promiscuamente com os homens, disputavam com mão armada o passo ao inimigo comum, resolutas a lhe vender bem caras suas honras e vidas; o que fariam certamente por mais tempo, a não serem retiradas e recolhidas na ermida de São João, que distava um pouco acima do lugar onde se deu o combate, no Campo da Salga já dentro na vila de São Sebastião.

### Chegada de reforços
Seriam nove horas do dia quando da cidade e da vila da Praia chegaram as companhias de ordenanças, cujos capitães eram em Angra (capitães velhos) Sebastião do Canto, Pedro Cota da Malha, o moço, Bernardo de Távora, Gaspar Cavio de Barroso, Francisco Dias Santiago; na Praia Gaspar Camelo do Rego, e Simão de Andrade Machado; na vila de S. Sebastião eram Baltasar Afonso (com atribuições de capitão-mor nesta jurisdição), e André Gato, o velho, capitão da companhia do Porto Judeu, e com os franceses da nau de António Eschalim, e gente das ilhas de baixo, que já estava na ilha, seriam ao todo seis mil homens de peleja.
Nesta mesma ocasião chegou o capitão Artur de Azevedo de Andrade com uma peça de artilharia, e marchando ao longo do mar, intentava com ela desbaratar o campo do inimigo; e sem dúvida lhe faria muito dano se os castelhanos, arremetendo contra ele lha não tirassem das mãos, como tiraram, pondo-o em vergonhosa fuga.
Então, arrastando a peça para o seu campo, começaram alegremente a cantar a vitória, com a qual já contavam, não só pela disciplina com que se conservavam e combatiam, senão ainda pela vantajosa posição e melhor fortificação das trincheiras, tendo segura a retaguarda pelo favor das caravelas da armada, que com artilharia grossa, e bordejando na baía de uma e outra parte, varriam as colunas e campos adjacentes.

### Ausência de deserções e retirada de Valdez
Era meio-dia, e ao campo dos castelhanos não se havia passado português algum, como eles esperavam, ou porque estivessem presos os principais cabeças ou retirados nas montanhas, ou porque vissem a perda inevitável de Valdez e a sua temerária ousadia.
Então, vendo ele quão pouco devia esperar do seu partido em terra, o ardor com que os portugueses e toda a gente pelejava, e a mortandade que já havia nos seus, achou acertado retirar-se a bordo da sua nau, como efectivamente fez.
Dizem que chegando ali lhe dissera o piloto Henrique de Amores, natural desta ilha: — Fez vossa mercê bem em se recolher, porque toda a gente que lá está, corre muito risco tornar-se a embarcar. E o general lhe deu a entender como estava arrependido de ter feito o desembarque, sem a ele ser obrigado; porém era muito tarde para lhe valer o arrependimento.

### A dureza da batalha
Continuando a peleja de parte a parte com o maior calor, conta-se por mui rara a animosidade e valentia de Gonçalo Anes Machado, ancião de mais de 60 anos, que vendo lhe matavam um filho, a natureza de pai não lhe diva menos direito do que dera à heroína Brianda Pereira, investiu com uma lança nas mãos por meio de um esquadrão de mais de 50 castelhanos, e nele fez uma carniçaria espantosa até cair de costas; e nesta posição foi visto pelejando por algum tempo que viveu. Este valoroso combatente era morador na vila de São Sebastião, e da linhagem de Gaspar Gonçalves Machado, da Ribeira Seca, de quem temos falado, o mais valente cavaleiro de África, conforme diz o padre António Cordeiro na sua História Insulana.
Não menos valor e sangue frio mostrou outro velho, por nome António Gonçalves, o qual, depois de empregar muitas balas no inimigo, achando-se entrincheirado, provocava um castelhano com palavras desonestas, dizendo-lhe que naquele dia lhe faria mau uso de sua mulher: cuidou então o bom velho de vingar a afronta ao maior preço, e disse aos que estavam junto dele: — Tende-me tento naquele castelhano. E apenas ele descobriu a cabeça, vindo também ao mesmo tempo com o arcabuz ao rosto para lho disparar, o nosso velho desfechou com ele e o lançou de costas, dizendo em alta voz: — António Gonçalves depois de velho cavalheiro, e minha mulher velha, me queríeis enxovalhar?! Não cumprireis já o vosso danado intento!
É bem notório quanto naquele tempo se pejavam de semelhantes expressões, chegando a armar-se, e a empreender os duelos mais arriscados, para tomarem vingança daqueles que por tais meios os insultavam; e os castelhanos neste dia não souberam desprezar tão ridícula maneira de atacar os combatentes, dando-lhe que sentir nestas palavras.
Sendo já depois de meio-dia, estavam mortos dezassete portugueses, e sem embargo de que a gente da ilha era muito superior em número aos castelhanos, estes, pela do boa ordem e valor com que pelejavam, punham em muita dúvida o resultado da acção.

## O estratagema do gado
Neste conflito se achava Frei Pedro, religioso de Santo Agostinho de Angra (também os frades nesta ilha, como em outras partes, se intrometiam nas coisas da guerra), correndo e batalhando a cavalo com uma espada na mão; este pois vendo o risco em que se achavam os portugueses, aconselhou ao governador Ciprião de Figueiredo, que lançasse grande quantidade de gado vaccum, e o espantassem sobre o inimigo com aguilhão e fogo dos arcabuzes, porque facilmente o desordenariam, e serviria de reparo aos portugueses, que atrás delire acabariam o conflito, desbaratando totalmente o exército dos castelhanos.
Como a ilha foi sempre muito abundante de gado desta espécie, em breve tempo trouxeram os portugueses tanto ou mais do que era o número dos inimigos, e chegado que foi, o puseram em ordem, espalhado de forma que tomasse a largura e tamanho do campo dos castelhanos. Então um dos seus capitães, vendo o estratagema de que se usava contra eles, já descorçoado, disse: — Vien con ganado, gañados somos!.
Eric Lassova de Steblovo, Polaco, que presenciou, nas suas viagens ao serviço da armada do Rei de Espanha e relata-nos a batalha: 
"...en un lugar «Porto Judeos» llamados... pêro este lanzô contra ellos muchos bueyes, rompiôn sus filas, cayo en cima, exterminó a todos, sin perdonar á los que se echaron á la mar, para alcanzar nadando algum navio ó barco; com los muertos mismos em la isla, cometió grandes atrociadades, arrancandoles los corazones y cortandoles las partes nobles para hacer de todo eso una demonstracion pública"
E assim foi, porque os castelhanos se achavam cansados da escaramuça, sem pólvora nem bala, e neste tempo pensaram em se embarcar; porém tarde, porque, carregando os portugueses com muito ímpeto atrás do gado, os investiram de tal sorte e com tal fúria, por verem a mortandade e hostilidades que lhe fizeram, talando e queimando os seus campos, que em breve tempo os derrotaram; e quando chegaram os que iam na retaguarda, já não acharam encontro algum, nem a quem matassem, sem que aproveitasse aos castelhanos a retirada para a borda de água, porque ali mesmo desumanamente os matavam; nem ainda aos que se rendiam vivos perdoavam.
Também a D. Juan de Bazán, sobrinho do marquês de Santa Cruz, e a outro sobrinho do duque de Alba, tiraram as vidas a sangue frio, e o mesmo fizeram ao mestre de campo Valdez, e a muita fidalguia de Castela, que ali se achou.

## A debandada e os afogamentos
Muitos se lançaram ao mar, mas como estavam armados com armaduras de ferro, facilmente iam ao fundo; outros, querendo largar as armas, não o podiam fazer tão depressa que os não matassem, sem que os barcos e batéis se pudessem aproximar, pelo muito fogo que de terra se lhes fazia.
No entretanto o general Valdez a bordo da armada, amainando as velas, e pondo as bandeiras e estandartes à colha, manifestava o maior sentimento e tristeza que se podia imaginar; e em tanto desalento o colocara a má fortuna, que, suposto os portugueses andassem ao longo do mar engolfados nos despojos, nem por isso ele se atrevia a disparar contra eles alguma artilharia, como fizera durante o combate, porquanto o vento se lhe fez contrário, e engrossou sobremaneira o mar, servindo de sepultura aos muitos que dele se confiaram.
O que não obstante, mandou o general Ciprião de Figueiredo publicar com pena de morte, que todos se retirassem a cima, e deixassem os despojos inimigos.

## O resultado da batalha
Escapariam a nado pouco mais de 50 soldados, e o mar desde a costa até a bordo da armada estava tinto de sangue, oferecendo uma horrorosa perspectiva a toda a gente nobre e de entendimento que se puderam dar vida a todos depois de vencidos o fizeram; mas não podiam com a muita gente do povo.
Morreram de terra somente 17 homens; houve muitos feridos e queimados. Alguns elevam o número dos mortos a pouco menos de 30 (Antonio de Herrera é desta opinião). E suposto Herrera dizer que dos castelhanos morreram 400 somente, este número não é exacto, pelo que temas visto em diferentes relações, que, dando o desembarque de mil homens para cima, dizem que só destes escapariam a nado 50, ou pouco mais.
Por meio desta vitória, não só os portugueses recobraram a artilharia que os castelhanos lhes tinham tomado ao entrar da ilha, mas também a que trouxeram, riquíssimas armas com que vinham, bandeiras e caixas, e em fim tudo o que tinham roubado na terra.
No dia seguinte,26 de Julho, em que a igreja celebrava a festa da gloriosa Santa Ana, em Portalegre, no Porto Judeu, fizeram-se muitas festas, e procissões em acção de graças, pela vitória alcançada com perda de tão pouca gente. E segundo o mesmo António de Herrera, se nesta parte merece crédito, por ser o único onde achámos esta notícia, voltaram ao campo da batalha todos os moradores, homens e mulheres e meninos, e todas as ordens religiosas, excepto os Jesuítas, para verem os mortos, em torno dos quais dançaram no som de instrumentos, depois de se terem dado aos últimos excessos, que lhes inspirava o contentamento de se verem vitoriosos.
Nesta ocasião se diz que um Matias Dias, de alcunha o Pilatos, que não devia ter nome em uma obra destinada a honrar os terceirenses, sacara o coração do corpo de um espanhol e o comera às dentadas. Verdade ou mentira, o certo é que El-Rei D. Filipe não esqueceu, o que ao cruel agressor, que disto se gabara, custou depois a própria vida.
Finalmente o governador Ciprião de Figueiredo, depois de sepultados em uma grande vala os corpos que fez conduzir em carros, entrou na vila de São Sebastião triunfante, arrastando as bandeiras do inimigo, e pouco depois passou à cidade de Angra, onde era esperado com muitas demonstrações de alegria.
Triste experiência foi este do general D. Pedro de Valdez, que teve a grande mortificação de ver tamanho destroço, e que lhe não escapasse um só homem de mil que desembarcara. Mas não devemos louvar os grandes excessos a que os terceirenses se abandonaram nesta ocasião, e que poriam uma mancha eterna na glória deste dia, se não fossem perpetrados por gentes do comum, e sem o conhecimento, e menos a condescendência, dos chefes, e dos homens honrados que se acharam na acção.

## Conclusão
Em resultado desta batalha ficou consolidado o poder de D. António na Terceira e nas restantes ilhas do Grupo Central e Ocidental. Contudo, dada a importância geoestratégica das ilhas, Filipe II não poderia desistir, concedendo meramente uma trégua que duraria dois anos, até ao desembarque da Baía das Mós e à conquista da ilha.